# 1. deild karla
De 1. deild karla (eerste klasse, voor mannen) is de tweede divisie in het IJslandse voetbalsysteem die door de IJslandse voetbalbond wordt georganiseerd. De 1. deild kvenna is de vrouwelijke tegenhanger van deze competitie.
De competitie ging in 1955 van start als de 2. Deild. Nadat in 1997 de Úrvalsdeild als hoogste divisie werd ingevoerd werd de tweede klasse de 1. deild en de derde klasse de 2. deild. In 2007 werd het aantal clubs uitgebreid van tien naar het huidige aantal van twaalf. Dit resulteert in 22 speelrondes. Tot en met 2021 promoveerden de bovenste twee teams naar de Úrvalsdeild en de onderste twee degraderen naar de 2. deild karla.
Vanaf 2022 promoveert alleen de kampioen nog rechtstreeks naar de Úrvalsdeild, het tweede promotieticket gaat naar de winnaar van de play-offs tussen de nummers twee tot en met vijf.
Deze twee ploegen degradeerden in 2024 uit de Besta Deild:
- HK (11e)
- Fylkir (12e)

De nummers 1 en 4 van de 1. deild karla in 2024, ÍBV en UMF Afturelding promoveerden naar de Besta Deild.

## Kampioenen
Albanië · 
Andorra · 
Armenië · 
Azerbeidzjan · 
België (tot 2016 / vanaf 2016) ·
Bhutan ·
Bosnië-Herzegovina (BiH) · 
Bosnië-Herzegovina (RS) · 
Bulgarije · 
Curaçao · 
Cyprus · 
Denemarken · 
Duitsland · 
Engeland · 
Estland · 
Faeröer · 
Finland · 
Frankrijk · 
Georgië · 
Gibraltar · 
Griekenland · 
Hongarije · 
Ierland · 
IJsland · 
Israël · 
Italië · 
Kazachstan · 
Kosovo · 
Kroatië · 
Letland · 
Litouwen · 
Luxemburg · 
Malta · 
Moldavië · 
Montenegro · 
Nederland · 
Noord-Ierland · 
Noord-Macedonië · 
Noorwegen · 
Oekraïne · 
Oostenrijk · 
Polen · 
Portugal · 
Roemenië · 
Rusland · 
Schotland · 
Servië · 
Servië en Montenegro (FR Joegoslavië) ·
Slovenië · 
Slowakije · 
Sovjet-Unie · 
Spanje · 
Tsjechië · 
Tsjecho-Slowakije ·
Turkije · 
Turkse Republiek Noord-Cyprus · 
Wales (Noord) · 
Wales (Zuid) · 
Wit-Rusland · 
Zweden · 
Zwitserland